# Treneglos
Treneglos – osada w Anglii, w Kornwalii. Leży 94 km na północny wschód od miasta Penzance i 323 km na zachód od Londynu. W 2001 miejscowość liczyła 101 mieszkańców.